# Добуток розчинності
| AgCl      | 1,77·10-10 |
| AgBr      | 5,35·10-13 |
| AgI       | 8,51·10-17 |
| BaSO4     | 1,07·10-10 |
| CaCO3     | 4,96·10-9  |
| Ca(OH)2   | 4,68·10-6  |
| Ca3(PO4)2 | 2,07·10-33 |
| Fe(OH)2   | 4,87·10-17 |
| Fe(OH)3   | 2,64·10-39 |
| MgCO3     | 6,82·10-6  |
| PbI2      | 8,49·10-9  |
| PbS       | 3,00·10-28 |

До́буток розчи́нності, ДР — фізико-хімічна величина, яка є константою рівноваги гетерогенної хімічної реакції розчинення (або осадження) малорозчинного електроліту у певному розчиннику. Ця величина є сталою для кожної речовини і характеризує її розчинність — що менше значення ДР, то меншою є розчинність. Вона не залежить від загальних концентрацій іонів електроліту у розчині, а залежить лише від температури та природи розчинника.
Позначається Ks (від англ. solubility — розчинність) або Ksp (англ. solubility product). З огляду на те, що показники добутку розчинності нерідко є вкрай малими величинами, застосовуються логарифмічні показники pKs (-lg Ks).

## Визначення
Поняття добутку розчинності виходить з процесу розчинення електролітів із утворенням іонів. Наприклад, розчинення твердого сульфату кальцію описується рівнянням:
{\displaystyle \mathrm {CaSO_{4}\rightleftarrows \ Ca^{2+}+SO_{4}^{2-}} }
Виходячи зі схеми реакції, константа рівноваги для розчинення дорівнюватиме:
{\displaystyle \mathrm {K={\frac {[Ca^{2+}][SO_{4}^{2-}]}{[CaSO_{4}]}}} }
Оскільки концентрація твердої солі не залежить від абсолютної кількості твердої фази і є сталим значенням, її можна включити до константи, отримавши рівняння для добутку розчинності:
{\displaystyle \mathrm {K'=[Ca^{2+}][SO_{4}^{2-}]=K_{s}} }
Даний приклад є найпростішим варіантом — тут з однієї молекули утворюються один катіон та один аніон. Якщо ж в ході розчинення сполука дисоціює на декілька катіонів або аніонів, то їхні коефіцієнти вводяться у рівняння як ступені для відповідних концентрацій:
{\displaystyle \mathrm {A_{x}B_{y}\rightleftarrows \ xA^{y+}+yB^{x-}} }
{\displaystyle \mathrm {K_{s}=[A^{y+}]^{x}[B^{x-}]^{y}} }
Наприклад:
{\displaystyle \mathrm {PbI_{2}\rightleftarrows \ Pb^{2+}+2I^{-}} }
{\displaystyle \mathrm {K_{s}=[Pb^{2+}][I^{-}]^{2}} }
Добуток розчинності показує, що при додаванні певних іонів розчинність електроліту знижується, тому на основі цього з'являється можливість для прогнозування, за яких концентрацій утворюватиметься осад. Однак таке визначення відповідає лише ідеальному розчину і сильно відрізняється від експериментальних значень для добре розчинних електролітів. Тому у рівняння замість концентрацій іонів вводять активності іонів, отримуючи добуток активності:
{\displaystyle \mathrm {K_{s}=[a_{A}]^{x}[a_{B}]^{y}} }
Активність іонів пов'язана з відповідними концентраціями за допомогою коефіцієнтів активності, які уточнюють поведінку іонів у присутності в розчині інших сполук. Значення коефіцієнтів близькі до одиниці у сильнорозведених розчинах електролітів, котрі знаходяться у рівновазі з нерозчинним осадом.

## Зв'язок із розчинністю
Добуток розчинності пов'язаний із розчинністю S:
{\displaystyle \mathrm {S={\sqrt[{x+y}]{K_{s} \over {x^{x}\cdot y^{y}}}}} },
де x та y — коефіцієнти при іонах у реакції дисоціації.
За цим рівнянням можна розраховувати ДР, маючи дані щодо розчинності (наприклад, отримані кондуктометричним вимірюванням електропровідності розчину).